# III Corpo Panzer (Alemanha)
O III Corpo Panzer foi um Corpo de Exército da Alemanha durante a Segunda Guerra Mundial, formado em Junho de 1942 a partir do III Corpo de Exército. Lutou em Kharkov e Rostov, sofrendo pesadas baixas.
Foi re-armada em Janeiro de 1944 e em seguida lutou no Norte da Ucrânia e mais tarde na Hungria terminando a guerra na Áustria.

## Comandantes
| Comandante                                                    | Data                                             |
| ------------------------------------------------------------- | ------------------------------------------------ |
| General der Panzertruppen Leo Freiherr Geyr von Schweppenburg | (21 de Junho de 1942 - 20 de Julho de 1942)      |
| Generaloberst Eberhard von Mackensen                          | (20 de Julho de 1942 - 2 de Janeiro de 1943)     |
| General der Panzertruppen Hermann Breith                      | (2 de Janeiro de 1943 - 20 Outubro 1943)         |
| General der Artillerie Heinz Ziegler                          | (20 de Outubro de 1943 - 25 de Novembro de 1943) |
| General der Infanterie Friedrich Schulz                       | (25 de Novembro de 1943 - 9 de Janeiro de 1944)  |
| General der Panzertruppen Hermann Breith                      | (9 de Janeiro de 1944 - 31 de Maio de 1944)      |
| General der Panzertruppen Dietrich von Saucken                | (31 de Maio de 1944 - 29 de Junho de 1944)       |
| General der Panzertruppen Hermann Breith                      | (29 de Junho de 1944 - 8 de Maio de 1945)        |

## Área de Operações
- Frente Oriental, Setor Sul (Junho 1942 - Outubro 1944)
- Hungria & Áustria (Outubro 1944 - Maio 1945)

## Ordem de Batalha
22 de Dezembro de 1942
- 2ª Divisão de Montanha Romena
- Maior parte da 13ª Divisão Panzer
- SS-Division Wiking

7 de Julho de 1943
- 7ª Divisão Panzer
- 19ª Divisão Panzer
- 6ª Divisão Panzer
- 168ª Divisão Panzer

26 de Dezembro de 1943
- Kampfgruppe 376ª Divisão de Infantaria
- 14ª Divisão Panzer
- 10. Panzer-Grenadier-Division
- 3ª Divisão Panzer
- 6ª Divisão Panzer
- 11ª Divisão Panzer

1 de Março de 1945
- 25ª Divisão Húngara
- 3ª Divisão Panzer
- 1ª Divisão Panzer
- 23ª Divisão Panzer